# Cernay-l’Église
Cernay-l’Église ist eine französische Gemeinde mit 318 Einwohnern (Stand: 1. Januar 2022) im Département Doubs in der Region Bourgogne-Franche-Comté.

## Geographie
Cernay-l’Église liegt auf 870 m, zwei Kilometer östlich von Maîche und etwa 30 Kilometer südlich der Stadt Montbéliard (Luftlinie). Das Dorf erstreckt sich im Jura, an aussichtsreicher Lage am Südhang des Mont Miroir, über dem ausgedehnten Hochplateau von Maîche. Das Gemeindegebiet gehört zum Regionalen Naturpark Doubs-Horloger.
Die Fläche des 5,95 km² großen Gemeindegebiets umfasst einen Abschnitt des französischen Juras. Der südliche Teil des Gebietes wird vom schwach reliefierten Hochplateau von Maîche eingenommen, das durchschnittlich auf 820 m liegt. Es ist überwiegend mit Wies- und Weideland bestanden, zeigt aber auch einige größere Waldflächen. Das Plateau besitzt keine oberirdischen Fließgewässer, weil das Niederschlagswasser im verkarsteten Untergrund versickert. Nach Norden erstreckt sich das Gemeindeareal über den Hang von Cernay auf den Höhenzug des Mont Miroir, auf dem mit 983 m die höchste Erhebung von Cernay-l’Église erreicht wird.
Nachbargemeinden von Cernay-l’Église sind Thiébouhans im Norden, Damprichard im Osten, Charquemont im Süden sowie Maîche im Westen.

## Geschichte
Cernay-l’Église wird im 14. Jahrhundert erstmals urkundlich erwähnt. Im Mittelalter gehörte es zur Herrschaft Maîche und im 17. Jahrhundert war es von den Bouheliers abhängig. Zusammen mit der Franche-Comté gelangte das Dorf mit dem Frieden von Nimwegen 1678 an Frankreich. Um eine Verwechslung mit anderen Gemeinden desselben Namens zu vermeiden, wurde die Gemeinde im Jahr 1923 von Cernay offiziell in Cernay-l’Église umbenannt.

## Bevölkerung
| Jahr                       | 1962 | 1968 | 1975 | 1982 | 1990 | 1999 | 2006 | 2019 |
| Einwohner                  | 109  | 117  | 154  | 225  | 232  | 258  | 259  | 309  |
| Quellen: Cassini und INSEE |      |      |      |      |      |      |      |      |

Mit 318 Einwohnern (Stand 1. Januar 2022) gehört Cernay-l’Église zu den kleinen Gemeinden des Départements Doubs. Nachdem die Einwohnerzahl in der ersten Hälfte des 20. Jahrhunderts stets im Bereich zwischen 120 und 140 Personen gelegen hatte, wurde seit Beginn der 1970er Jahre dank der attraktiven Lage ein kontinuierliches Bevölkerungswachstum verzeichnet.

## Sehenswürdigkeiten

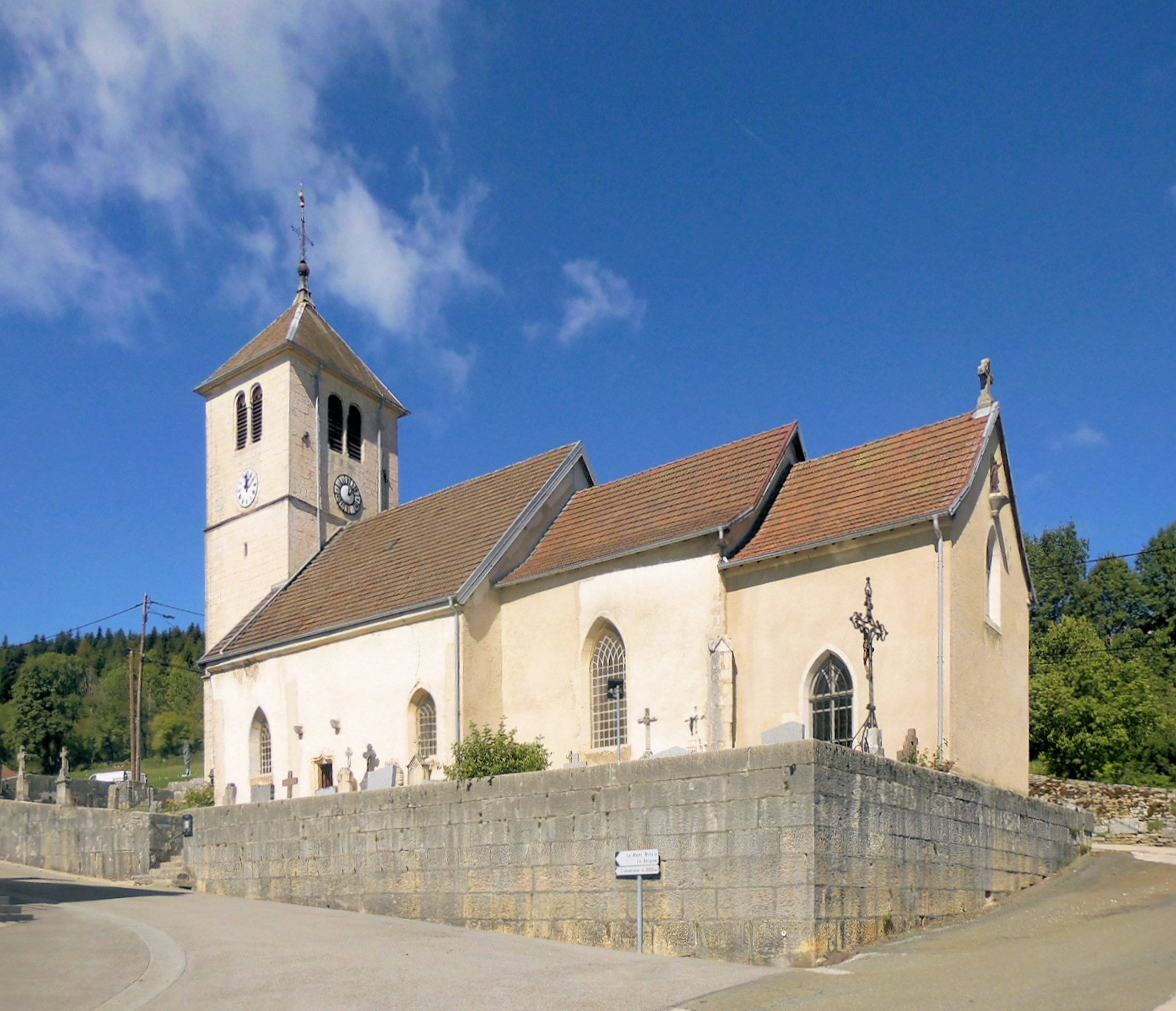
Kirche St. Antonius

Die dreischiffige Kirche Saint-Antoine wurde im 15. Jahrhundert im gotischen Stil erbaut. Sie besitzt eine reiche Ausstattung, darunter Skulpturen und Statuen aus dem 16. und 17. Jahrhundert, einen Renaissancealtar, eine Kanzel aus dem 19. Jahrhundert und einen Kalvarienberg aus dem 17. Jahrhundert.

## Wirtschaft und Infrastruktur
Cernay-l’Église war bis weit ins 20. Jahrhundert hinein ein vorwiegend durch die Landwirtschaft (Viehzucht und Milchwirtschaft, etwas Ackerbau) geprägtes Dorf. Noch heute leben die im Ort tätigen Bewohner zur Hauptsache von der Tätigkeit im ersten Sektor. Mittlerweile hat sich das Dorf auch zu einer Wohngemeinde gewandelt. Viele Erwerbstätige sind deshalb Wegpendler, die in den umliegenden größeren Ortschaften ihrer Arbeit nachgehen.
Die Ortschaft liegt abseits der größeren Durchgangsstraßen. Die Hauptzufahrt erfolgt von Maîche. Weitere Straßenverbindungen bestehen mit Damprichard und Trévillers.